# Wsteczny ciąg płomieni
Wsteczny ciąg płomieni (ognisty podmuch, ang. backdraft) – zjawisko eksplozywnego zapłonu gazów mogące wystąpić podczas pożaru w przestrzeni zamkniętej. Płomień wtedy przemieszcza się w stronę przeciwną do ruchu powietrza, które trafia z zewnątrz (czyli w miejsce skąd dociera tlen).

## Mechanizm powstawania

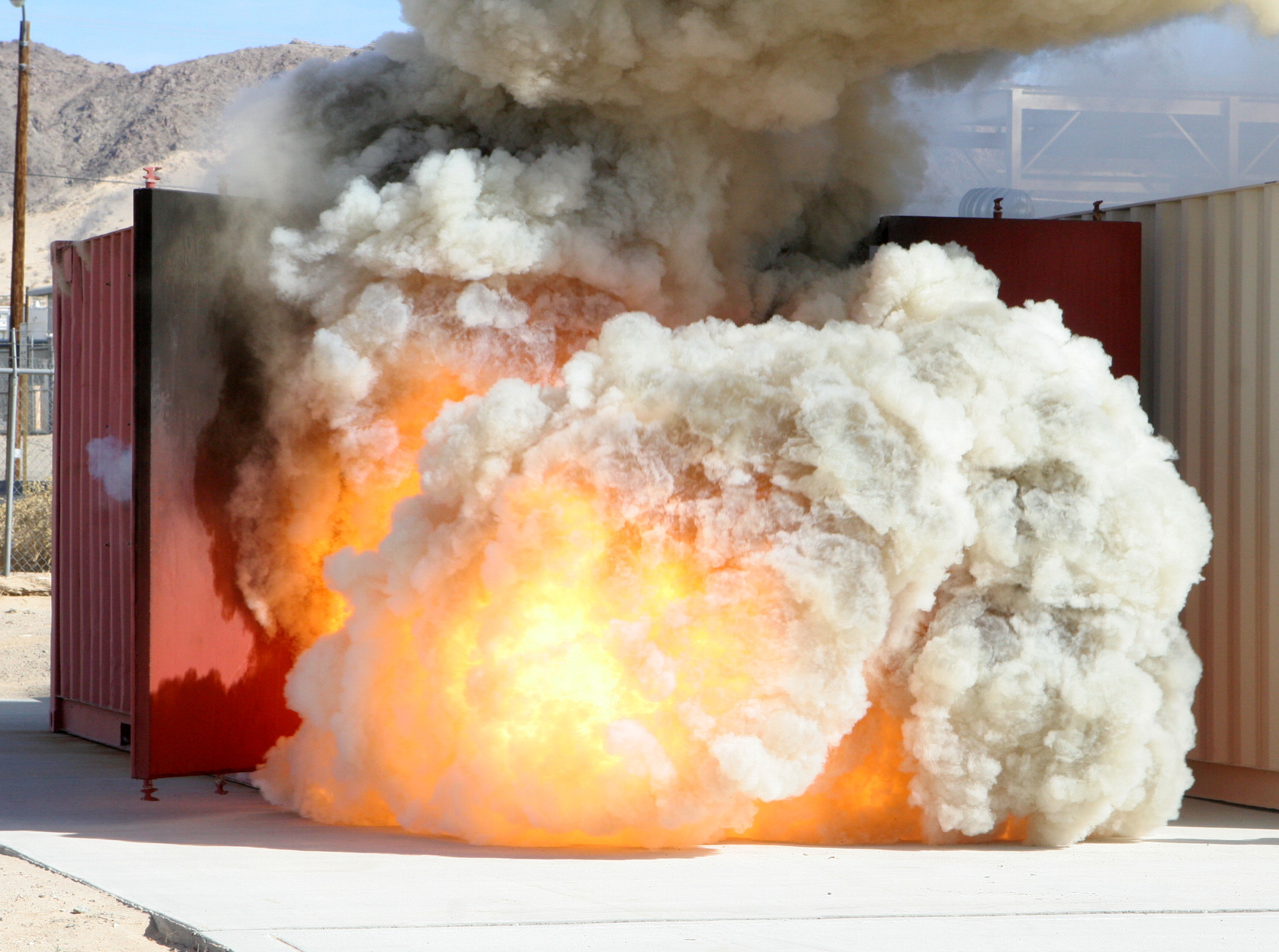
Wsteczny ciąg płomieni wywołany w celach ćwiczebnych.

Pierwszym etapem pożaru w przestrzeni zamkniętej, nie będącego wynikiem podpalenia, może być faza inkubacji, w czasie której jakiś palny obiekt tli się, bez występowania płomienia. Po jego pojawieniu się pożar wchodzi w fazę wzrostu, gdy bardzo szybko rośnie temperatura w pomieszczeniu, a inne elementy wyposażenia w jej wyniku zaczynają ulegać pirolizie i zapalać się. Gdy atmosfera osiągnie odpowiednie proporcje składników palnych (produktów niepełnego spalania i pirolizy) i tlenu, a temperatura gazów pożarowych pod stropem oraz gęstość strumienia promieniowania cieplnego przy posadzce przekroczą krytyczne wartości (odpowiednio około 500-600 °C oraz 15-20 kW/m2), może nastąpić rozgorzenie − niemal jednoczesne zapalenie się wszystkich palnych powierzchni. Pożar osiąga w ten sposób stan rozwinięty. Rozgorzenie jest możliwe, gdy występuje albo pojawi się wystarczający dopływ powietrza, zapewniającego niezbędny do spalania tlen.
Jeśli wentylacja jest słaba, mimo wypełnienia pomieszczenia palnymi produktami pirolizy i wzrostu temperatury, pożar nie może przejść w stan rozwinięty. Powstają wówczas warunki do wystąpienia wstecznego ciągu płomieni.
Gdy w takim momencie nagle napłynie powietrze, na przykład przez otwarcie drzwi albo wybicie okna w trakcie akcji gaśniczej, strumień powietrza z tlenem dostaje się do wnętrza. Tworzy on wówczas strugę dążącą do środka, w której mieszają się świeże powietrze z palnymi gazami pożarowymi. Przy odpowiednich rozmiarach otworu, dołem zimne powietrze napływa do pomieszczenia, górą wypływają gazy pożarowe, a na granicy tych przepływów występuje intensywne mieszanie.
Gdy struga powietrza osiągnie żarzące się powierzchnie, następuje zapłon powstałej mieszanki. Ogień rozszerza się wtedy w kierunku przeciwnym do strugi powietrza, i to tym szybciej im większy jest udział w niej tlenu, czyli przyspieszając w kierunku wlotu. Osiąga przy tym poziom deflagracji lub eksplozji i wydaje charakterystyczny dźwięk przypominający pociąg w tunelu. Płomień, czasami w postaci kuli ognia obejmującej gazy pożarowe wypchnięte wzrostem ciśnienia, wydostaje się przez otwór i urywa się, jeśli na zewnątrz nie ma już więcej palnych gazów. Zazwyczaj między otwarciem dostępu powietrza a wystąpieniem wyrzutu płomieni na zewnątrz upływa kilka do kilkunastu sekund, ale czas ten może być także znacznie dłuższy.

## Oznaki zagrożenia
Wsteczny ciąg płomieni jest bardzo niebezpieczny dla strażaków. Wśród objawów wskazujących na możliwość wystąpienia tego zjawiska wymienia się:
- dym wydostający się z otworów jest czarny i niejako „tłusty”, bądź jest zasysany z powrotem
- płomienie pojawiają się w otworach lub kolor płomieni jest niebieski
- wibrujące i dźwięczące, bardzo gorące szyby okienne
- po otwarciu wlotu gwałtowny ruch powietrza ku źródłu ognia, wywołujący świst w uszach i zawirowania wypełniającego pomieszczenie dymu.

## Odniesienia w kulturze
Zjawisko to było tłem amerykańskiego filmu sensacyjnego z 1991 roku „Ognisty podmuch” w reżyserii Rona Howarda, opowiadającego o strażakach z Chicago, którzy tropią seryjnego podpalacza.